# Football Club Legnano 1922-1923
Questa pagina raccoglie i dati riguardanti il Football Club Legnano nelle competizioni ufficiali della stagione 1922-1923.

## Stagione

Luigi Allemandi, al Legnano dal 1921 al 1925.

In questa stagione ottimo secondo posto per i lilla con 32 punti nel girone B della Lega Nord di Prima Divisione.

## Divise
| Casa |

## Organigramma societario
Area direttiva
- Presidente: sen. Antonio Bernocchi
- Vicepresidente: comm. Fabio Vignati

Area tecnica
- Allenatore: Primo Colombo e Adamo Bonacina

## Rosa
| N. |                   | Ruolo | Calciatore        |
| -- | ----------------- | ----- | ----------------- |
|    | Italia (bandiera) | P     | Angelo Cameroni   |
|    | Italia (bandiera) | D     | Luigi Allemandi   |
|    | Italia (bandiera) | D     | Angelo Colombo    |
|    | Italia (bandiera) | D     | Guglielmo Colombo |
|    | Italia (bandiera) | D     | Paolo Colombo     |
|    | Italia (bandiera) | D     | Vinicio Colombo   |
|    | Italia (bandiera) | C     | Attilio Gerola    |
|    | Italia (bandiera) | C     | Mario Crespi      |
|    | Italia (bandiera) | C     | Gino Olivati      |

| N. |                   | Ruolo | Calciatore        |
| -- | ----------------- | ----- | ----------------- |
|    | Italia (bandiera) | C     | Severino Rosso    |
|    | Italia (bandiera) | A     | Achille Malaspina |
|    | Italia (bandiera) | A     | Attilio Marcora   |
|    | Italia (bandiera) | A     | Morelli           |
|    | Italia (bandiera) | A     | Silvio Raso       |
|    | Italia (bandiera) | A     | Italo Rossi       |
|    | Italia (bandiera) | A     | Giuseppe Torriani |
|    | Italia (bandiera) | A     | Giuseppe Tosi     |

## Risultati

### Girone B

#### Girone d'andata
| Arbitro: | Panzeri (Milano) |

|  |           |                      |
|  | Marcatori | 5’ Marcora 72’ Rosso |

| Arbitro: | Scamoni (Torino) |

|                                                          |           |           |
| Della Valle III 14’, 15’ Alberti 85’ Pozzi 87’ Perin 88’ | Marcatori | 16’ Rossi |

| Arbitro: | Crivelli (Milano) |

|          |           |                      |
| Raso 75’ | Marcatori | 77’ (aut.) Allemandi |

| Arbitro: | Vota (Torino) |

|  |           |                      |
|  | Marcatori | 28’ Olivati 85’ Raso |

| Arbitro: | Zennaro (Genova) |

|                          |           |  |
| Marcora 9’ Raso 71’, 75’ | Marcatori |  |

| Arbitro: | Alfieri (Bologna) |

|                            |           |                      |
| Pagano 30’ Rossetti II 64’ | Marcatori | 17’ Raso 60’ Olivati |

| Arbitro: | Barnabò (Milano) |

|                                    |           |                               |
| Allemandi 10’ (rig.) Tosi 50’, 70’ | Marcatori | 5’ (rig.) Monticone 84’ Gallo |

| Arbitro: | Cattaneo (Milano) |

|                        |           |  |
| Rossi 30’ Torriani 88’ | Marcatori |  |

| Arbitro: | Ferluga (Trieste) |

|                     |           |                               |
| Tosolini 13’ (rig.) | Marcatori | 3’ Torriani 44’ Tosi 48’ Raso |

| Arbitro: | Mombelli (Casale Monferrato) |

|              |           |          |
| Torriani 15’ | Marcatori | 8’ Catto |

| Arbitro: | Zennaro (Genova) |

|              |           |  |
| Ballarin 10’ | Marcatori |  |

#### Girone di ritorno
| Arbitro: | Canepa (Savona) |

|                                                |           |  |
| Torriani 3’ Raso 16’, 87’ Allemandi 47’ (rig.) | Marcatori |  |

| Arbitro: | Bistoletti (Milano) |

|          |           |  |
| Tosi 66’ | Marcatori |  |

| Arbitro: | Canestrini (Novara) |

|              |           |          |
| Bellolio 65’ | Marcatori | 40’ Tosi |

| Arbitro: | Minoli (Torino) |

|                                   |           |                                 |
| Allemandi 10’ Tosi 15’ Crespi 40’ | Marcatori | 85’ (rig.) Bottino 88’ Giorgini |

| Modena 18 marzo 1923 16ª giornata | Modena          | 0 – 0 | Legnano | Campo di viale Fontanelli\| Arbitro: \| A.Gama (Milano) \| |
| Arbitro:                          | A.Gama (Milano) |       |         |                                                            |

| Arbitro: | Canepa (Savona) |

|               |           |              |
| Tosi 32’, 65’ | Marcatori | 16’ Gallotti |

| Arbitro: | Dani (Genova) |

|            |           |  |
| Blando 29’ | Marcatori |  |

| Arbitro: | Livraghi (Milano) |

|  |           |               |
|  | Marcatori | 12’ Malaspina |

| Arbitro: | Gera (Torino) |

|                               |           |            |
| Morelli 4’ Malaspina 20’, 72’ | Marcatori | 39’ Miconi |

| Arbitro: | U.Gama jr. (Milano) |

|                      |           |          |
| De Vecchi 18’ (rig.) | Marcatori | 12’ Raso |

| Arbitro: | Enrietti (Torino) |

|                      |           |                  |
| Allemandi 63’ (rig.) | Marcatori | 57’ Santagostino |

## Statistiche

### Statistiche di squadra
| Competizione               | Punti | Totale | Totale | Totale | Totale | Totale | Totale | DR  |
| Competizione               | Punti | G      | V      | N      | P      | Gf     | Gs     | DR  |
| -------------------------- | ----- | ------ | ------ | ------ | ------ | ------ | ------ | --- |
| Prima Divisione - girone A | 32    | 22     | 13     | 6      | 3      | 37     | 19     | +18 |

### Statistiche dei giocatori
| Giocatore    | Prima Divisione | Prima Divisione |
| Giocatore    | Presenze        | Reti            |
| ------------ | --------------- | --------------- |
| L. Allemandi | 22              | 4               |
| A. Cameroni  | 22              | 0               |
| Colombo II   | 4               | 0               |
| Colombo III  | 17              | 0               |
| Colombo IV   | 7               | 0               |
| Colombo V    | 21              | 0               |
| M. Crespi    | 11              | 1               |
| A. Gerola    | 19              | 0               |
| A. Malaspina | 3               | 3               |
| A. Marcora   | 22              | 2               |
| Morelli      | 3               | 1               |
| G. Olivati   | 4               | 1               |
| S. Raso      | 17              | 8               |
| I. Rossi     | 21              | 2               |
| S. Rosso     | 8               | 1               |
| G. Torriani  | 22              | 4               |
| G. Tosi      | 19              | 8               |